# Laab im Walde
Laab im Walde là một thị xã thuộc huyện Mödling trong bang Niederösterreich.